# Litleholmen
Ne doit pas être confondu avec Litleholmen (Etne), Litleholmen (Fitjar), Litleholmen (Fjell), Litleholmen (Osterøy) ou Litleholmen (Stord).
Litleholmen est une île norvégienne du comté de Hordaland appartenant administrativement à Bergen.

## Description
Rocheuse et désertique, à fleur d'eau, elle s'étend sur environ 59 m de longueur pour une largeur approximative de 62 m. 